# Wyrbica (przełęcz)

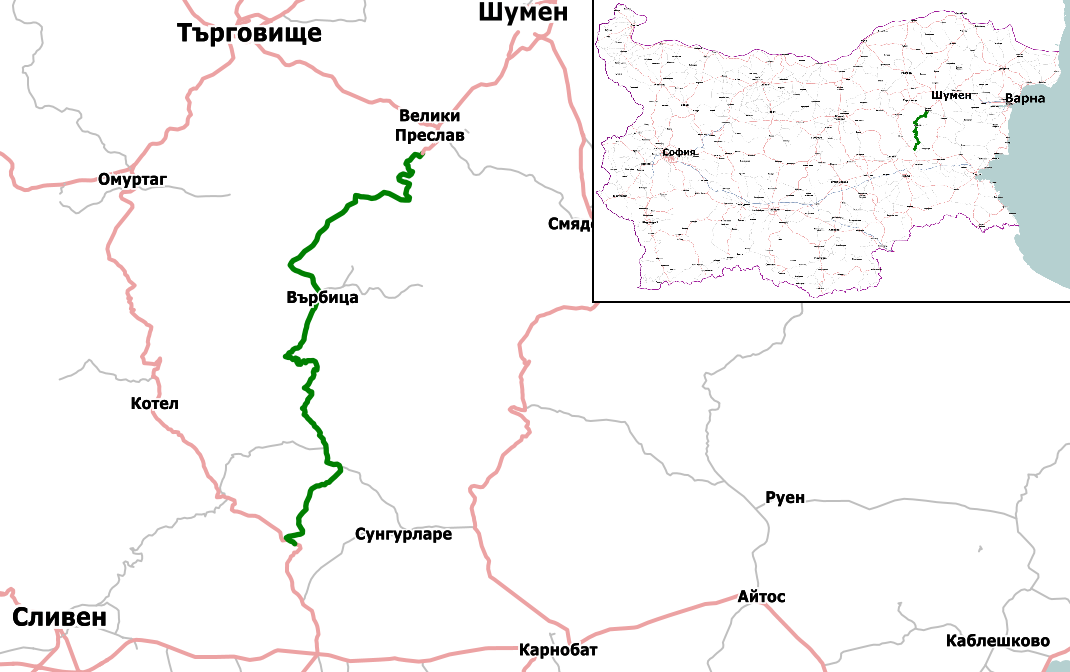
Mapa Przełęczy Wrybickiej

Wyrbica, Przełęcz Wyrbicka (bułg. Върбишки проход) – przełęcz w Bułgarii, we wschodniej części gór Stara Płanina.
Znajduje się 7 km na południe od miasta Wyrbica. Przejeżdża przez nią bułgarska droga krajowa nr 7, łącząca Silistrę na granicy bułgarsko-rumuńskiej i Lesowo na granicy bułgarsko-tureckiej.

## Opis
Przełęcz stanowi umowną granicę między dwiema częściami kotlensko-wyrbiszkiej Starej Płaniny. Osiąga wysokość 880 m. Droga przez przełęcz ma 30 km długości. Na zachód od przełęczy znajduje się jaskinia Ledenica.

## Historia
Na Przełęczy Wyrbickiej Bułgarzy osiągnęli jedno ze swoich największych średniowiecznych zwycięstw. W nocy z 26 na 27 lipca 811 roku chan Krum urządził tu zasadzkę na wycofujące się wojska bizantyjskie i je rozgromił. Cesarz Nicefor I, który osobiście dowodził kampania, został wzięty do niewoli i ścięty. Był to jedyny cesarz bizantyjski w całej tysiącletniej historii Bizancjum, który poległ w bitwie.
Jest możliwe, że w średniowieczu przełęcz Wyrbica była wspominana w różnych źródłach jako Sidera.